# Gédéon Bordiau
Gédéon Bordiau (Soignies, 2 de fevereiro de 1832 — Bruxelas, 23 de janeiro de 1904) foi um arquiteto belga.